# エジプト海軍艦艇一覧
エジプト海軍艦艇一覧は、エジプト・アラブ共和国海軍が過去保有した、または現在保有する、または将来保有する予定の、未完成・計画中止を含めた歴代艦艇一覧である。
凡例

## 現有勢力（2024年現在）
- 国防予算：52億1,000万ドル[1]
- 海軍人員：1万6,500名[1]
- 艦船隻数：145隻（排水量20t以上）[1]

潜水艦×8
フリゲート×15
コルベット×4
ミサイル艇×27
高速艇×13
哨戒艇×37
強襲揚陸艦×2
掃海艇×11
航路警戒艦×2
練習艦艇×5
大統領ヨット×1
輸送艦×3
給水/給油艦×8
支援艦×1
給兵艦×1
航洋曳船×7
- 航空機数：12機[1]

艦載ヘリコプター×10
陸上固定翼機×2
- コースト・ガード：船艇48隻[1]

## 艦艇一覧（近代海軍以前）

### フリゲート
帆走
- イラニア（Irania）

機走
- （Mehemet Ali） - 1890年、30門
- （Ibrahim） - 1868年、??門

### コルベット
機走
- （Sakka） - 1869年、10門

### 蒸気航走艦
- Nijmi Shevket級 - 2隻 ※ Coast Defence Ironclad

（Nijmi Shevket） - 1868年、??門
（Assari Shevket） - 1868年、??門
- （Mahroussa） - 1865年、8門

- （Mukbir） - ??年、??門

## 艦艇一覧（近代海軍）

### 主力艦
草創期の戦艦
- Lutfi Djelil - 1隻 ※ 中央砲塔艦

### 水上戦闘艦

#### 巡洋艦
仮装巡洋艦・特設巡洋艦
- （Rechid） - 1隻

- （Nour el Bahr） - 1隻

- （Abbas） - 1隻

- （Abdul Moneim） - 1隻

#### 駆逐艦
- ハント級駆逐艦-1隻
イブラヒム=エル=アワル（Ibrahim-El-Awal、旧英「メンディップ」）
- Z級駆逐艦-2隻

　　エル=カーヒル（El Qaher、旧英R06「ミングス」）、エル=ファテフ（El Fateh、旧英R95「ゼニス」）
- スコーリイ級駆逐艦（30-bis型駆逐艦）-3隻

　　スエズ（Suez、旧ソ連「ブルーニィ」）、ダミエット（Damiet、旧ソ連「ベスメニィ」）、エル=ネシャー（El-Nasser、旧ソ連「オトチャヤニィ」）

#### フリゲート
- コニ型 - 2隻

- 053H型 - 2隻

- デスクビエルタ級 - 2隻

- 旧・米『ノックス』級 - 2隻[1]

ダミアット（F-961 Dumyat、旧・米「Jesse L. Brown」）
ラシード（F-966 Rasheed、旧・米「Moinester」）
- 旧・米『オリバー・ハザード・ペリー』級 - 4隻[1]

ムバラク→アレクサンドリア（F-911 Mubarak→Alexandria、旧・米「Copeland」）
タバ（F-916 Taba、旧・米「Gallery」）
シャルム・エル・シェイク（F-901 Sharm El-Sheik、旧・米「Fahrion」）
トゥシュカ（F-906 Toushka、旧・米「Lewis B. Puller」）
- 『ターヤ・ミスル』級 - 1隻[1]

ターヤ・ミスル（F-1001 Tahya Misr）
- 『アル・ガララ』級 - 2隻[1]

アル・ガララ（FFG-1002 Al-Galala）
ベルニース（FFG-1003 Bernees）
- 『アル・アジズ』級 - 3隻（1隻建造中）[1]

アル・アジズ（F-904 Al-Aziz）
アル・カハル（F-905 Al-Qahhar）
アル・カディール（F-909 Al-Quadeer）
アル・ジャバー（F-910 Al-Jabbar）

#### コルベット
- デスクビエルタ級 - 2隻

エル・スエズ(F-941)、エル・アブキール(F-946)

#### スループ
- （Sollum）[2] - 1隻 ※ Convoy Sloop

### 潜水艦

#### 通常動力型潜水艦
WW II以降の潜水艦
- 改ロメオ級 - 4隻[1]

(849)、(852)、(855)、(858)
- 209/1400型潜水艦 ‐ 4隻[1]

(S-41)、(S-42)、(S-43)、(S-44)

### 機雷戦艦艇

#### 掃海艦艇
掃海艇
- T-43級 - 6隻
- Yurka級 - 4隻

機雷掃討艇
- オスプレイ級 - 2隻

### 両用戦艦艇

#### 揚陸艦艇
強襲揚陸艦
- ミストラル級強襲揚陸艦 - 2隻[1]

ガマル・アブデル・ナセル（L1010 Gamal Abdel Nasser）
アンワル・エル・サダト（L1020 Anwar el-Sadat）
中型揚陸艦
- Polnocny級 - 3隻

汎用揚陸艇
- Vydra 級 - 9隻

### 哨戒艦艇

#### 哨戒・警備艦艇
砲艦
- Abu Klea級 - 4隻

（Abu Klea）、（Hafir）、（Metemneh）、（Tamai）、
- Sheik級 - 3隻

（Sheik）、（Sultan）、（Melik）、
- Sheik級 - 3隻

（El Fateh）、（En Naseh）、（Zafir）、
哨戒艇
- （Rachib）[3] - 1隻

- （El Amir Farouq） - 1隻 ※ Coastguard and Fisheries Administration

- （El Amira Fawzia） - 1隻 ※ Coastguard and Fisheries Administration

- （Mabahiss） - 1隻
- サイクロン級 - 3隻[4]
- リュールセン 60ｍ型 - 1隻[5]

　　(710)
- リュールセン OPB 41（旧CSB 40）40ｍ型 - 6隻（3隻発注中）[5]

　　(701)、(702)、(703)、(704)、(705)、(706)

#### 高速戦闘艇
ミサイル艇
- Ambassador MK III級 - 4隻
- オーサ型 - 5隻
- Tiger級 - 5隻
- ラマダン級 - 6隻

### 補助艦艇

#### 補給艦艇
補給艦
- （Naftis） - 1隻

- （Monagam） - 1隻

輸送船・運送船
- （Gharbieh） - 1隻

#### その他
灯台見回り船
- （Aida） - 1隻

王室ヨット
- （Safa el Bahr） - 1隻

- （Mahroussa） - 1隻